# Mourilhe
Mourilhe is een plaats (freguesia) in de Portugese gemeente Montalegre en telt 144 inwoners (2001).